# هوریزون ویکلی
هوریزون ویکلی (Հորիզոն به ارمنی) یک نشریه ارمنی کانادایی است و روزنامه سیاسی رسمی فدراسیون انقلابی ارمنستان (ARF) کمیته مرکزی کانادا است.

## تاریخچه
هوریزون ارمنی کانادا برای اولین بار در سال ۱۹۷۹ منتشر شد که با روز استقلال اول ارمنستان، همزمان است.
به عنوان ابزار سیاسی رسمی کمیته مرکزی فدراسیون انقلابی ارمنستان (ARF) کانادا، هوریزون ابتدا در نشست منطقه‌ای اول ARF کانادا در سال ۱۹۷۷ پایه‌ریزی شد. در دو سال اول خود، تا مارس ۱۹۸۱، هوریزون توسط هیئت تحریریه‌های مختلفی مدیریت می‌شد.
در مارس ۱۹۸۱، یک هیئت تحریریه سه‌نفره با حضور وریج-آرمن آرتینیان، آنتراک بدروسیان و لون بنگیان تشکیل شد. چند سال بعد، وریج-آرمن آرتینیان نخستین سردبیر شد و برای یک دهه این عنوان را حفظ کرد. گیرو مانوئان به عنوان دومین سردبیر تا زمان مهاجرتش به ارمنستان در سال ۱۹۹۹ این عامیان را به عهده داشت. واهاکن کاراکاشیان سپس به عنوان سردبیر بوستون هیرنیک ویکلی به مونترال دعوت شد و از آن زمان تاکنون هدایت روزنامه را بر عهده دارد.

## زمینه‌ها
هوریزون ویکلی چندین ضمیمه منتشر می‌کند، از جمله هوریزون کراگان (به ارمنی Հորիզոն Գրական) تنها نشریه ماهانه ادبی ارمنی در دیاسپورا. ویرایش شده توسط وریج-آرمن آرتینیان، این ضمیمه آثار نویسندگان با استعداد را از سرتاسر دیاسپورا گرد هم می‌آورد. ضمیمه ادبی دارای یک کمیته تحریریه است.
دیگر ضمائم هوریزون شامل یک صفحه جوانان به نام مانگاباتانکان هوریزون (به ارمنی Մանկապատանեկան Հորիզոն) است که در ماه مه ۲۰۰۰، به لطف مشارکت‌های کمیته اجرایی منطقه‌ای ارمنستان کانادا و شعب محلی آن، که اهمیت انتشار چنین ابزاری آموزشی و در عین حال سرگرم‌کننده را دیدند، بازسازی شد. بیش از ۲۰۰ جوان به‌طور فعال در معماهای ماهانه شرکت می‌کنند، در حالی که بیش از ۸۰۰ نسخه از ضمیمه جوانان به صورت رایگان در مدارس ارمنی در تورنتو و مونترال توزیع می‌شود. ویرایشگر ضمیمه جوانان زپور اسدوریان و سپس سونا تی‌تیزیان هستند. انجمن امدادی ارمنی همچنین ضمیمه سالانه خود لردو (به ارمنی Լրատու) را به عنوان بخشی از هوریزون منتشر می‌کند. لردو از سال ۱۹۹۲ منتشر شده است.
هوریزون همچنین از اواخر سال ۲۰۱۶ ضمیمه ماهانه لوساوریتچ (به ارمنی Լուսաւորիչ) را منتشر می‌کند، یک ضمیمه مذهبی که توسط پیشوای ارمنی کانادا (از حوزه مقدس کیلیکیا) تهیه شده است.
از سال ۲۰۰۰، تعداد زیادی ضمائم موضوعی منتشر شده‌اند که طیف وسیعی از موضوعات مانند آرتساخ، شوشی، جاواخک، نسل‌کشی ارمنی‌ها، اولین جمهوری ارمنستان، ۱۷۰۰مین سالگرد مسیحیت ارمنی، خاچکارهای نخجوان و غیره را پوشش می‌دهند.
هوریزون سه‌زبانه است به طوری که ضمائم هفتگی به زبان‌های انگلیسی و فرانسوی نیز منتشر می‌شوند، بر اساس دو صفحه هفتگی در هر یک از این دو زبان. ویرایشگر ضمائم هفتگی انگلیسی و فرانسوی ویکن آپراهامیان است. از سال ۲۰۱۰، ویکن آپراهامیان همچنین ویرایشگر ضمیمه ادبی ماهانه هوریزون با وریج-آرمن آرتینیان در سمت ویراستار ارشد ضمیمه ادبی است.

## داوطلبان
هوریزون ویکلی داوطلبان بسیار زیادی دارد که حتی در مسافت‌های دور زمان خود را اختصاص داده‌اند که مدیر سابق رادیو AYP فرانسه، هاگوپ بلیان، عکاسان هاوک خاچریان و کالوست بابیان، ستون‌نویسان سولینه چملیان و دیروگ منجیکیان، مشارکت‌کنندگان قدیمی کریکور هوتویان، ساکو قازاریان، آریس بابیکیان و خبرنگار کارین ساغدجیان از تورنتو، مدیر عکس Associated Press بخش خاورمیانه نیویورک هری کونداکجیان، تحلیلگر سیاسی خاچیگ درقوقاسیان از آرژانتین، خبرنگار نایری مگردچیان از ایروان و بسیاری مشارکت‌کنندگان آزاد از ارمنستان و آرتساخ را شامل می‌شود.
بخش‌های فرانسوی و انگلیسی شامل مشارکت‌کنندگان، مدیر بخش تینا سولاهیان، واران یسایان، لالای منجیکیان، مری نرسسیان، تالین آبرکیان، رافی بودجیکانیان و لوری هووسیپیان هستند. هوریزون ویکلی همچنین مشارکت‌کنندگان دیگری در جوامع مختلف دارد و شامل هیئت تحریریه هوریزون در تورنتو و همچنین همه نویسندگان ضمیمه‌های ادبی و بخش‌های فرانسوی و انگلیسی شماره ویژه سالانه هوریزون می‌باشد.

## شمارگان ویژه سالانه
این نشریه به سنت انتشار شماره ویژه پایان سال که از سال ۲۰۰۱ آغاز شد، ادامه می‌دهد. این شماره‌ها در کاغذ براق و با رنگ کامل جنبه‌های سیاسی، اجتماعی و فرهنگی ارمنستان و دیاسپورا را پوشش می‌دادند.

## افتخارات
به مناسبت ۲۵مین سالگرد شورای مطبوعات قومی کانادا، این شورا در ۱ سپتامبر ۲۰۰۲ یک روز مطبوعات قومی در تورنتو سازماندهی کرد. در طول این رویداد، شورای مطبوعات قومی کانادا هشت روزنامه قومی از سراسر کانادا، از جمله هوریزون ویکلی که تنها نشریه از کبک بود که عنوان را دریافت کرد، تقدیر کرد. این هشت روزنامه از بیش از ۸۰۰ نشریه قومی در ۱۲۵ زبان انتخاب شد. این جایزه توسط وزیر سابق میراث کانادا شیلا کاپ به واهاکن کاراکاشیان اهدا شد. هوریزون ویکلی هم‌اکنون عضو شورای مطبوعات قومی کانادا است و از طریق نماینده خود در تورنتو در جلسات شورا شرکت می‌کند.
در نوامبر ۲۰۰۹، کالج سنکا (تورنتو) میزبان بیش از ۲۲۵ عضو رسانه‌های قومی کانادا برای سمینار شورای مطبوعات و رسانه‌های قومی ملی ۲۰۰۹ بود. این سمینار سه روزه، از ۱۹ تا ۲۲ نوامبر، اعضای رسانه‌های قومی، مقامات استانی و ملی، کارشناسان سنکا و مقامات شامل استفن هارپر، نخست‌وزیر کانادا؛ جیسون کنی، وزیر شهروندی، مهاجرت و چندفرهنگی‌گرایی را گرد هم آورد. در طول این رویداد، ۱۲ روزنامه قومی، از جمله هوریزون تقدیر شدند. نخست‌وزیر شخصاً جوایز را به سردبیران این نشریات اهدا کرد. نخست‌وزیر گفت: «دولت ما به همکاری با رسانه‌ها و جوامع فرهنگی در پیگیری چشم‌انداز مشترک یک حس قوی‌تر و غنی‌تر از شهروندی کانادایی ادامه خواهد داد.»

## وب‌سایت و دیگر رسانه‌ها
هوریزون ویکلی اولین نشریه ارمنی در سطح بین‌المللی بود که در دهه ۹۰ وب‌سایت خود را داشت. با این حال، در سه سال اول قرن بیست و یکم، این نشریه دیگر در اینترنت موجود نبود. در سال ۲۰۰۳، کمیته مرکزی گزارشی دقیق دربارهٔ سایت هوریزون ارائه داد و در ماه مه ۲۰۰۴ راه‌اندازی شد.